# Odontophorus strophium
La quaglia boschereccia dalla gorgiera o colino dal collare (Odontophorus strophium (Gould, 1844)), è un uccello della famiglia Odontophoridae diffuso in Colombia.